# مصر للطيران

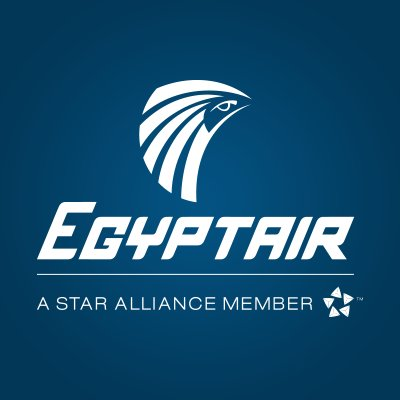
شعار مصر للطيران

مصر للطيران (رسمياً: شركة مصر للطيران للخطوط الجوية) هي شركة الطيران الوطنية المصرية، وإحدى فروع الشركة القابضة لمصر للطيران الذي تقدم من خلاله خدمات نقل الركاب التجارية. يقع مقرها الرئيسي في العاصمة المصرية القاهرة، وتتخذ من مطار القاهرة الدولي مركزاً لعملياتها، تمتلكها الحكومة المصرية بالكامل، وتقدم خدماتها إلى أكثر 70 وجهة في شتى أنحاء أوروبا، أفريقيا، الشرق الأوسط، آسيا، الولايات المتحدة وأستراليا. تعتبر مصر للطيران أول شركة طيران تشغل خطوط جوية في الشرق الأوسط، والسابعة على مستوى العالم، ويعمل في مصر للطيران حوالي 29000 موظف ما بين عمالة مثبتة أو بعقود سنوية أو عمالة يومية، تقدم شركة مصر للطيران للخدمات الأرضية التابعة للشركة القابضة لمصر للطيران الخدمات الأرضية واللوجستية في مطار القاهرة الدولي ومختلف المطارات المصرية، تعد مصر للطيران هي أحد أعضاء الإتحاد العربي للنقل الجوي، وانضمت إلى تحالف ستار أكبر تحالف طيران في العالم في يوليو 2008. وحصلت مصر للطيران على جائزة أفضل شركة طيران في قارة أفريقيا للعام 2009 في إطار فعاليات المؤتمر الدولي للاستثمار السياحي الذي أقيم بدولة موزمبيق، وقد كانت إجمالي إيرادات الشركة في العام المالي 2000 حوالي مليار دولار مع أرباح وصلت إلي 35 مليون دولار، وحققت فائضاً في العام المالي 2007-2008 حوالي 596 مليون جنيه.

## نبذة تاريخية

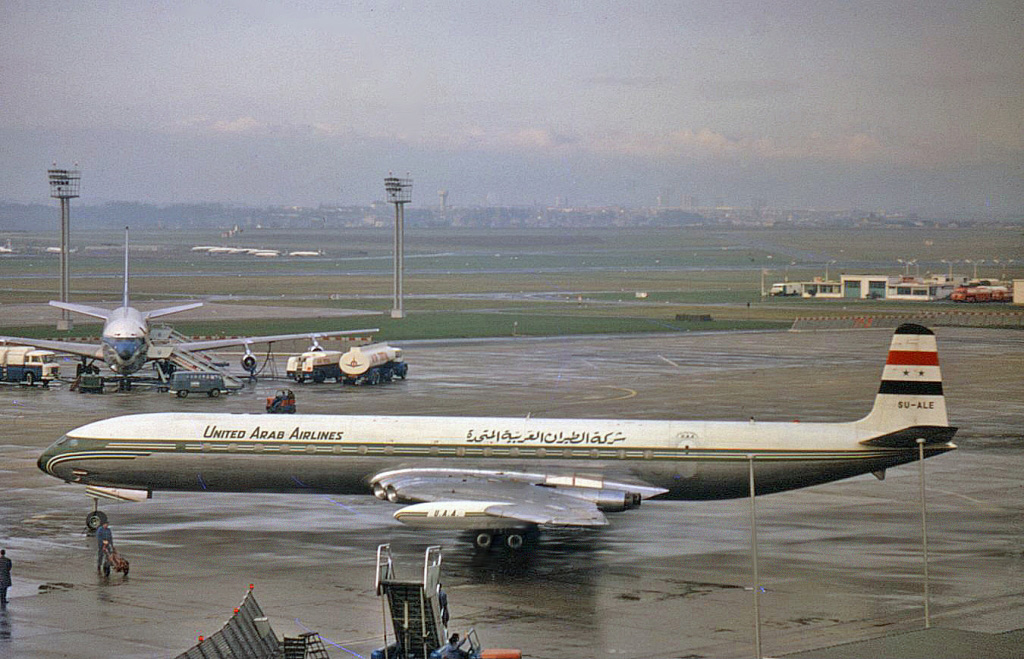
طائرة جوية تابعة لشركة الطيران العربية المتحدة (مصر للطيران) عام 1963م

أول من دعا إلى إنشاء شركة طيران وطنية كان كمال علوى الرجل الذي سافر إلى باريس وتعلم الطيران، وبعد الكثير من الدراسات والمباحثات إتفق على تكوين الشركة. وفي يومي 23 و25 أبريل 1932 تم تأسيس الشركة بالتصديق على العقد الابتدائي. الشركة أنشأت تحديدا في يوم 7 مايو 1932 بُعد صدور مرسوم ملكي بهذا الخصوص، في بداية الأمر تم تأسيس البنية الأولية للشركة بالتعاون مع شركة «إير وورك» البريطانية (Airwork) تحت مسمى مصر إيروورك (Misr Airwork). وقد كان طلعت حرب الاقتصادي المصري وراء هذا المسمى.
في البداية كان تشغيل الطائرات مقصوراً على الرحلات الخاصة والطائرات المؤجرة، وقد بدأت عملياتها بعد تاريخ الإنشاء بعام واحد وبالتحديد في 30 يونيو 1933 عندما وصلت أول طائرتين جديدتين إلى مطار ألماظة من إنجلترا وكانتا نواة للخطوط المنتظمة.
في يوليو 1933 بدأ أول خط منتظم بين القاهرة والإسكندرية وكان الركاب يتجمعون بمكتب مصر للسياحة أمام فندق شبرد بشارع إبراهيم باشا (الجمهورية حالياً) بمنطقة وسط القاهرة حيث تقلهم السيارات بعد ذلك إلى مطار ألماظة.
في 15 فبراير 1934 بدأت الشركة في مد الشبكة الجوية إلي خارج الحدود وكان أول خط بين القاهرة وفلسطين. بعد ثلاث سنوات من إنشاء الشركة تقرر تجديد الأسطول بشراء عدد 7 طائرات دفعة واحدة وكانت عبارة عن خمس طائرات من طراز دى هافيلاند 89 المعروفة باسم «رابيد»، طائرتان من طراز دي هافيلاند 89 المعروفة باسم «اكسبريس». وفي عام 1936 كانت الشركة هي أول شركة طيران في العالم تهبط في المدينة المنورة بالسعودية.
خلال الحرب العالمية الثانية تولت الحكومة المصرية إدارة الشركة، وفي عام 1948 كان لابد من توفير الخدمة للمسافرين ومن هنا ظهرت المضيفات لأول مرة على طائرات مصر للطيران. في عام 1949 تم تغيير اسم الشركة إلي مصر للطيران (Misr Air)، وفي يناير سنة 1961 انضوت شركة مصر للطيران والسورية للطيران تحت لواء شركة جديدة هي الخطوط الجوية العربية وكان ذلك نتيجة للوحدة السياسة التي قامت بين مصر وسوريا آنذاك. ظلت مصر للطيران تحمل اسم شركة الطيران العربية المتحدة United Arab Airlines حتى أكتوبر 1971 إلي أن تم تغيير اسمها إلي مصر للطيران (Egypt Air).
في العام 2002 تم إعادة هيكلة الشركة وتحويلها من مؤسسة حكومية إلى شركة قابضة باسم مصر للطيران القابضة وتسعة شركات تابعة لها، وذلك لتحسين الكفاءة الخدمية والربحية.

### الشعار
في 16 أكتوبر 2007 تم إعلان قبول مصر للطيران في تحالف ستار، وانضمت مصر للطيران رسمياً في تحالف ستار للطيران في يوليو 2008، وبهذا تكون مصر للطيران أول شركة طيران عربية تنضم إلى هذا التحالف العالمي، وعلى هذا الأساس تم طلاء ثلاث طائرات من أسطول الشركة بشعار التحالف وهي:
- إيرباص A330-200، تسجيل الطائرة: SU-GCK
- بوينغ 777-200، تسجيل الطائرة: SU-GBR
- بوينغ 737-800، تسجيل الطائرة: SU-GCS

تم تغيير شعار مصر للطيران القديم بشعار آخر جديد يعكس الهوية المصرية المتمثلة في «حورس» متطلعا إلى المستقبل، وتم كتابة "EgyptAir" على هيكل الطائرة، وكتابة «مصر للطيران» على محركات الطائرة، وتم إضافة شعار إعلاني جديد للشركة وهو «استمتع بالسما».

## الوجهات
تقدم مصر للطيران خدماتها إلى 70 وجهة في آسيا، أوروبا، الشرق الأوسط، أفريقيا وأمريكا الشمالية.

## الأسطول
يتكون أسطول مصر للطيران للخطوط الجوية من خليط من طائرات إيرباص وبوينغ، يحتوي الأسطول على 49 طائرة ذات ممر واحد بالإضافة إلى 16 طائرة ذات طراز عريض. بالإضافة إلى 3 طائرات بضائع. ويتكون الأسطول من الطائرات التالية:
| نوع الطائرة        | الأسطول الحالي | الطلبات | نوع الطائرة                 | الشركة                                     |
| ------------------ | -------------- | ------- | --------------------------- | ------------------------------------------ |
| إيرباص إيه 220     | 12             | 12      | طائرات ذات ممر واحد         | مصر للطيران للخطوط الجوية                  |
| إيرباص إيه 320 نيو | 8              | -       | طائرات ذات ممر واحد         | مصر للطيران للخطوط الجوية                  |
| إيرباص إيه 321 نيو | 1              | 7       | طائرات ذات ممر واحد         | مصر للطيران للخطوط الجوية: 185 (-/10/175)  |
| إيرباص إيه 330-200 | 6              | _       | طائرات ذات طراز عريض        | مصر للطيران للخطوط الجوية: 268 (-/24/244)  |
| إيرباص إيه 330-300 | 4              | _       | طائرات ذات طراز عريض        | مصر للطيران للخطوط الجوية                  |
| بوينغ 737-800      | 29             | _       | طائرات ذات ممر واحد         | مصر للطيران للخطوط الجوية: 154 (-/16/138)  |
| بوينغ 777-200      | 3              | _       | طائرات ذات طراز عريض        | مصر للطيران للخطوط الجوية: 319 (12/21/286) |
| بوينغ 777-300      | 6              | _       | 6 طائرات ركاب طراز B777-300 | مصر للطيران للخطوط الجوية: 340 (-/49/291)  |
| بوينج 787-9        | 6              | 2       | طائرات ذات طراز عريض        | مصر للطيران للخطوط الجوية                  |
| المجموع            | 75             | 21      |                             |                                            |

† عدد الركاب: (]]v[m الأعمال/السياحية)

### تطوير الأسطول
في أكتوبر من العام 2016 قامت مصر للطيران باعلان شراء تسع طائرات من طراز بوينج 800-737 بقيمة تقدر بنحو 864 مليون دولار وسيتم تمويل ثمــــانِ طـــائرات من هذه الصفقة من قبل شركة دبي لصناعات الطيران Dubai Aerospace Enterprise (DAE) Ltd، والتي يقع مقرها بدبي، الإمارات العربية المتحدة. وفي نوفمبر 2017 وقعت الشركة خطاب نوايا مع شركة بومباردييه الكندية المصنعة للطائرات، لشراء 24 طائرة سي.إس 300 من الشركة الكندية، وذلك على هامش معرض دبي الدولي للطيران 2017 وفي ديسمبر 2017 قامت مصر للطيران بتحويل خطاب النوايا الي طلب رسمي.

## إتفاقيات الرمز المشترك
عقدت مصر للطيران اتفاقيات عديدة للرمز المشترك وهذه الشركات هي:
| - طيران الخليج. - الخطوط الجوية السعودية. - الخطوط الملكية المغربية. - الخطوط الجوية اليمنية. - الخطوط التونسية. - الاتحاد للطيران. | - خطوط أولمبيك الجوية. - كوريا للطيران. - الخطوط الجوية النمساوية (تحالف ستار). - لوفتهانزا (تحالف ستار) - الخطوط الجوية السنغافورية (تحالف ستار). | - خطوط جنوب أفريقيا الجوية (تحالف ستار). - طيران البرتغال (تحالف ستار). - الخطوط الجوية الدولية التايلاندية (تحالف ستار). - الخطوط الجوية التركية (تحالف ستار). - خطوط يونايتد الجوية (تحالف ستار). |

## أحداث وحوادث
- في 30 يوليو 1952 تحطمت طائرة مصر للطيران أس اي 161 لانغدوك (رقم تسجيلها: SU-AHX) خلال هبوطها الإضطراري على المدرج 36 بعدما اشتعل المحرك رقم 1 خلال رحلتها إلى الخرطوم. لم يقتل في الحادث أحد من أصل أفراد الطاقم الخمسة والركاب الـ33.[15]
- في 15 سبتمبر 1954 تحطمت طائرة مصر للطيران فيكرز في سي 1 فايكنغ 1بي نوع 634 (رقم تسجيلها:SU-AFO) خلال هبوطها على مدرج 32. بعدما أن اكتمل الـ 1000 اختيار ما قبل الرحلة أقلعت الطائرة «توت خنع آمون» من مطار ألماظة في رحلة تجريبية لمدة 3 دقائق وخلال عملية الاقتراب الغير متناظر حطت الطائرة في الثلث الأخير من مدرج 32 ثم زيدت قوى المحرك رقم2 إلى أقصى حد مما أنتج انهيار وتحطم الطائرة. توفي في الحادث 3 من أفراد الطاقم من أصل 4.[16]
- في 1 أكتوبر 1956 تحطمت طائرة مصر للطيران فيكرز فيسكونت وهي على أرض المطار في غارة لسلاح الجو البريطاني ضمن العدوان الثلاثي على مصر.[17]
- في 2 يناير 1971 سقطت طائرة من طراز كومت 4 تابعة لمصر للطيران فوق الكثبان الرملية على مسافة ستة كيلومترات من ممر الهبوط بمطار طرابلس العالمي في العاصمة الليبية طرابلس مما أسفر عن مقتل جميع أفراد الطاقم المؤلف من ثمانية أفراد والركاب البالغ عددهم ثمانية.
- في 29 يناير 1973 تحطمت طائرة إليوشن إي أل-18 تابعة للشركة بعد اصطدامها بجبل قبيل العاصمة القبرصية نيقوسيا ومات كل من كان عليها وعددهم 37 شخصا.
- في 25 ديسمبر 1976 تحطمت طائرة بوينغ 707 تابعة للشركة عند اقترابها من مطار سوفارنابومي الدولي في العاصمة التايلاندية بانكوك مما أدي الي مصرع 73 شخصا منهم 20 كانوا علي أرض المطار.
- في 23 نوفمبر 1985 أختطفت طائرة مصر للطيران رحلة 648 من طراز بوينغ 737 من قبل منظمة أبو نضال، وأُجبرت على الهبوط في مدينة لوقا في مالطا، كان عدد الخاطفين ثلاثة رجال من بينهم عمر رزاق، بعد ساعات من التفاوض المباشر بين الخاطفين وممثلي للحكومة المصرية تم اقتحام الطائرة من قبل قوات مصرية، وألقي أثناء عملية الاقتحام عدة قنابل يدوية من قبل الخاطفين (كما أعلنت الحكومة المصرية)، وتبادل إطلاق العديد من الأعيرة النارية ما بين الطرفين، وقد لقي 58 راكب من ركاب الطائرة مصرعهم نتيجة لإلقاء القنابل المتبادل بالإضافة إلي 2 من طاقم الطائرة الست بالإضافة إلي اثنين من الخاطفين.
- في 31 أكتوبر 1999 تحطمت طائرة مصر للطيران رحلة 990 من طراز بوينغ 767 في مياه المحيط الأطلسي أثناء رحلتها من مطار جون ف. كينيدي في نيويورك إلى مطار القاهرة الدولي بالقاهرة، ولقي كل من كان على متن الطائرة والبالغ عددهم 217 شخصاً مصرعهم، وزعمت السلطات الأمريكية أن مساعد الطيار جميل البطوطي قام بعملية انتحار واصطدم بمياة المحيط عن عمد، وقد رفض المسؤولون المصريون هذا الإدعاء.
- في 7 مايو 2002 تحطمت طائرة مصر للطيران رحلة 843 من طراز بوينغ 737 بعد اصطدامها بسلسلة جبال على بعد 6 كم من العاصمة التونسية تونس أثناء محاولتها الهبوط في مطار تونس قرطاج الدولي، وذلك بسبب سوء الأحوال جوية.
- في 29 مارس 2016 تم اختطاف طائرة تابعة لشركة مصر للطيران وكانت متجهة من مطار برج العرب بالاسكندرية إلى مطار القاهرة، وأجُبر قائد الطائرة على الهبوط في مطار لارنكا بقبرص. وقد استسلم الخاطف وتم الإفراج عن كل ركاب الطائرة.[18]
- في 19 مايو 2016 تحطمت طائرة مصر للطيران الرحلة 804 من طراز إيرباص إيه 320 قرابة السواحل اليونانية وبعد دخولها المجال المصري بـ10 أميال وعلي متنها 66 راكبا كانت متوجهة من مطار باريس شارل ديغول إلى مطار القاهرة الجوي ولم يتحدد بعد سبب تحطم الطائرة، ولم يتم العثور على أي ناجين.